# Robertins
La nissaga dels robertins és una família de la noblesa franca que deriva el seu nom del nom Robert, que van portar un gran nombre dels seus membres. Tres membres de la família van accedir al tron: Eudes o Odó I el 888, el seu germà Robert I el 922 i el net d'aquest darrer, Hug Capet el 987. Els descendents d'aquest últim són designats capets i van regnar sobre França sense interrupció de 987 a 1792 i després de 1815 a 1848. Així, de 888 a 1848, o sigui durant prop de mil anys, la família procedent dels robertins ha tingut un paper polític de primer pla a França

## Història i genealogia dels robertins
L'origen de la família ha estat molt de temps poc desconegut i diverses conjectures s'han formulat. Així, s'ha afirmat de vegades que Robert el Fort era un descendent agnatique de Khildebrand però aquesta teoria ha estat abandonada. Al segle xx, dels treballs de diversos historiadors, han permès descartar un cert nombre d'hipòtesis i de quasi certeses sobre la història i la genealogia dels robertins. Els avantpassats dels capets formarien un grup familiar constituït de servidors dels últims merovingis a Nèustria com Robert (referendari de Dagobert I) i després altres propers als primers carolingis a Austràsia com Robert I d'Hesbaye, comte d'Hesbaye i de Worms mort el 764. El quadre sinòptic que segueix dona compte de les hipòtesis, quasi certeses i certeses relatives a la descendència dels robertins.

### Quadre genealògic sinòptic
Vegeu més avall: Genealogia de la família
```
├──>
Els nobles de Thérouanne
 (hipòtesi)
│
├──> 
Laon
 (hipòtesi)
│
├──> 
Els comtes de Mans
 (hipòtesi)
│ │ 
│ └──> 
Rorgònides
 i 
Hugònides
 ((hipòtesi)
│
└──> 
Els 
comtes d'Hesbaye
(quasi certesa)
│ 
├──> 
Els comtes de Troyes
 (hipòtesi)
│ 
├──> 
Els marquesos de Nèustria i ducs de França
 (certesa)
│ 
└──> 
Els comtes de Laon i de Vexin
 (hipòtesi)
```

### Els nobles de Thérouanne (hipòtesi)
D'un pare desconegut, probablement noble de Thérouanne, van néixer tres germans.:
- Robert (referendari de Dagobert I), majordom del palau de Nèustria el 654
- Aldebert, que va ser frare
- Erlebert, que segueix.

Erlebert, va tenir per fill:
- Lambert de Lió, segon abat de Fontenelle, després bisbe de Lió el 678 i canonitzat.
- Robert, majordom del palau amb Clotari III, citat entre 654 i 677 com a duc a Nèustria i comte palatí del rei Clotari III que segueix.

Robert, canceller de Clotari III, casat amb Théodrade i pare de:
- Ragnobert, acusat de complot contra Ebroí, majordom del palau; executat el 678.
- Angadrisma, casada amb Ansbert, tercer abat de Saint-Wandrille de Fontenelle (o simplement de Fontenelle) i bisbe de Rouen de 684 a 692.
- Possible filla: Folcaida, casada a Teodó II, duc agilolfing de Baviera (mort el 716).

Hom coneix diversos altres robertins que podrien ser fills o nets de Robert, comte palatí de Clotari III:
- Hervé, comte de Laon, que segueix
- Lambert, comte d'Hesbaye i probable avantpassat directe dels capets que seguirà
- Robert, bisbe de Worms i de Salzburg el 715
- Roger, duc del Maine, que seguirà.

Diversos bisbes estan probablement emparentats amb aquests primers robertins:
- Robert, bisbe de Tours, de 660 a 695,
- Sant Lambert de Maastricht, bisbe de Lieja de 669 a 705,
- Sant Robert o Rupert de Salzburg, que vivia el 699, evangelitzador de Baviera, i hoste privilegiat de Teodon II, duc de Bavière, i de Folcaida.[9]

### Comtes de Laon (hipòtesi)
Hervé o Cariveu és citat com a comte de Laon entre 680 i 692. Mor entre aquesta segona data i 696. Segons les últimes hipòtesis, s'hauria casat amb Irmina, una filla d'Hugobert i hauria tingut tres fills:
- Rolanda, casada amb Guiu, abat de Fontenelle, i avantpassat dels Widònides
- Teodrada, casada amb Heden de Turíngia i mare d'Irmina, abadessa de Wurzburg el 751
- un fill anònim, casat amb Bertrada l'Antiga, pare de Caribert De Laon i avi de Bertrade de Laon, dona de Pipí I el Breu,.[10][11]

### Els comtes de Mans i les nissagues del Maine (hipòtesi)
Roger apareix com a comte del Maine el 710. A la mort d'Herlemond, bisbe del Maine, el 724, Roger aprofita de la vacant de la seu episcopal per administrar els dominis del bisbat. Va tenir tres fills:
- Hervé, comte del Maine, successor del seu pare.
- Gausioleni, bisbe de Mans, i hi va portar una vida de gran senyor
- Rotilde, abadessa

És possible que les dues nissagues de comtes de maine (els Rorgònides i els Hugònides) siguin dues branques procedents del comte Roger,.

### Comtes d'Hesbaye i de Worms (quasicertesa)
Lambert d'Hesbaye (comte d'Hesbaye), citat el 706 i mort el 714, va tenir almenys dos fills:
- Landrada, casada à Sigramn, comte, i mare de sant Chrodegand.
- Robert I (Rodbertus, Ruodbertus, Rotpertus, Erodbert) comte d'Hesbaye el 715, comte de Worms i d'Oberheingau vers 750, missus a Itàlia el 741, 757, 758 i comte palatí 741/742, mort abans del 764, que segueix.

Robert I d'Hesbaye es va casar cap al 730 amb Williswinda, filla del comte Adalelm. Era un dels fidels més propers a Carles Martell La seva intervenció com a missus reial amb l'abat Fulrad de Saint-Denis està testimoniada al començament de l'any 757 en les negociacions entre el papa Esteve I (752-757) i el duc Desideri que aspira a la corona llombarda. Va tenir per fills: 
- Cancor, comte, fundador del monestir de Lorsch (Hesse, Alemanya) i ancestre de la família dels Poppònians,[14][15]

- Thurimbert (nascut cap a 740, mort després de 770), comte d'Hesbaye, pare de Robert II d'Hesbaye que segueix.

- A Robert I d'Hesbaye se li atribueix de vegades un tercer fill anomenat Ingramn (Enguerrand). Ingramn podria ser el pare de l'emperadriu Ermengarda, casada amb Lluís el Pietós. Tanmateix al lloc de la Fundació de Genealogia Medieval o a altres autors com Hervé Pinoteau, Ingramm no és pas el fill de Robert I d'Hesbaye.

Robert II d'Hesbaye, comte d'Hesbaye i de Worms, va ser el pare de Robert III d'Hesbaye, comte d'Hesbaye i de Worms, mort el 834, que segueix.
Robert III d'Hesbaye es va casar amb Waldrade, filla del comte Adrià d'Orleans, germana d'Eudes d'Orleans i tia d'Ermentruda d'Orleans, esposa de Carles II el Calb. D'aquest matrimoni, van tenir:
- probablement Eudes I de Troyes (mort el 871), comte de Troyes, que segueix

- quasi segur Robert el Fort (mort el 866), marquès de Nèustria que seguirà

- probablement Adalelm, comte de Laon, conseller de Lluís II el Tartamut el 877 i pare de Gautier, comte de Laon executat el 892, que seguirà.

Durant les lluites pel poder lliurades entre els fills de Lluí I el Pietós, els fills de Robert III d'Hesbaye van prendre partit per Carles II el Calb. Davant les represàlies de Lotari I, se'n van haver d'anar dels seus territoris renans i refugiar-se a França occidental, on Carles II el Calb els va donar feus.

### Els comtes de Troyes (hipòtesi)
S'ha cregut molt de temps que aquests comtes de Troyes eren procedents de Guillem, germà d'Eudes d'Orleans, però investigacions recents han replantejat aquesta filiació.
Eudes I (mort el 871), comte de Troyes (853-858) es va casar a Wandilmodis, filla d'Aleran, comte de Troyes, i pare de:
- Eudes II, comte de Troyes (871-876),
- Robert Porte-Carquois, comte de Troyes (876-886), casat a Gisela, filla de Lluís el Tartamut,
- una filla, casada a Emenó de Poitiers, comte de Poitiers.

### Marquesos de Nèustria i ducs dels Francs
Des de 852, Robert el Fort fou abat laic de Marmoutier, després el 853 comte de Tours, de Blois i d'Anjou. El 858, Carles II el Calb va donar Maine al seu fill Lluís II de França, i Robert es va revoltar, i no es va sotmetre fins al 861, rebent a canvi el marquesat de Nèustria. Va morir el 866 lluitant contra els normands a la batalla de Brissarthe. Sent els seus dos fills Eudes o Odó i Robert massa joves per succeir-li, tots els seus honors van ser confiats a un parent de la seva dona, Hug l'Abat. Eudes o Odó, es va fer adult però no va poder obtenir l'heretatge patern abans de la mort d'Hug l'Abat i mentre li va ser confiat el comtat de París. És allà on va fer la prova de la seva valentia, rebutjant un atac normand, pel qual va ser designat marquès de Nèustria. A la mort de Carles el Gros l'hereu carolingi, Carles III de França era encara un infant i Eudes (Odó) va ser escollit rei dels francs, confiant els seus honors al seu germà Robert. A la mort d'Odó (Eudes), va ser escollit rei Carles el Simple, i Robert va ser el segon personatge del regne. Es va revoltar el 920 i es va proclamar rei de França, però va morir poc després.
El seu hereu Hug el Gran, no tenint fill o germà apte per rebre els seus càrrecs, va declinar la corona, deixant-la al seu cunyat Raül de Borgonya, rei de 923 a 936, després al fill de Carles el Simple, Lluís IV de França (Lluís el d'Ultramar). A més a més de l'accessió al tron de dos dels seus membres al tron, la pujada en potència de la descendència robertina es va traduir per l'obtenció del títol de duc dels Francs per a Hug el Gran, pare d'Hug Capet Hug el Gran va morir el 956, dos anys després de Lluís IV, i tots dos van deixar fills menors, dels quals el tutor va ser el seu oncle Brunó, arquebisbe de Colònia i germà de l'emperador Otó I del Sacre Imperi Romano-Germànic.
Hug Capet, el fill d'Hug el Gran, va ser com el seu pare el segon personatge del regne amb el títol de duc dels Francs. A la mort del carolingi Lluís V, el 987, va ser escollit rei de França. Els seus descendents van ser els capets.
Durant la seva ascensió, els robertins van intentar estendre's al Poitou i Borgonya. Van perdre Normandia, donada als Vikings pel tractat de Saint-Clair-sur-Epte, i van fracassar al Poitou, però dos germans d'Hug Capet van aconseguir mantenir-se a Borgonya

## Arbre genealògic reconstituït dels robertins
|                                      |                                      |                                      |                                      |                                      |                                      |  |  |                                                     |                                                     |                                                     |                                                     |                                                     |                                                     |  |  |                                                                       |                                                                       |                                                                       |                                                                       |                                                                       |                                                                       |  |  | N Noble de Thérouanne                                              |                                                                    |                                                                    |                                                                    |                                                                    |                                                                    |  |  |                                                                |                                                                |                                                                |                                                                |                                                                |                                                                |  |  |                                                          |                                                          |                                                          |                                                          |                                                          |                                                          |  |  |                                                  |                                                  |                                                  |                                                  |                                                  |                                                  |  |  |                                           |                                           |                                           |                                           |                                           |                                           |  |  |                                          |                                          |                                          |                                          |                                          |                                          |  |  |  |  |  |  |  |  |  |  |  |  |  |  |  |  |  |  |  |  |  |  |  |  |  |  |  |  |  |  |  |  |  |  |  |  |  |  |  |  |  |  |  |  |
|                                      |                                      |                                      |                                      |                                      |                                      |  |  |                                                     |                                                     |                                                     |                                                     |                                                     |                                                     |  |  |                                                                       |                                                                       |                                                                       |                                                                       |                                                                       |                                                                       |  |  |                                                                    |                                                                    |                                                                    |                                                                    |                                                                    |                                                                    |  |  |                                                                |                                                                |                                                                |                                                                |                                                                |                                                                |  |  |                                                          |                                                          |                                                          |                                                          |                                                          |                                                          |  |  |                                                  |                                                  |                                                  |                                                  |                                                  |                                                  |  |  |                                           |                                           |                                           |                                           |                                           |                                           |  |  |                                          |                                          |                                          |                                          |                                          |                                          |  |  |  |  |  |  |  |  |  |  |  |  |  |  |  |  |  |  |  |  |  |  |  |  |  |  |  |  |  |  |  |  |  |  |  |  |  |  |  |  |  |  |  |  |
|                                      |                                      |                                      |                                      |                                      |                                      |  |  |                                                     |                                                     |                                                     |                                                     |                                                     |                                                     |  |  |                                                                       |                                                                       |                                                                       |                                                                       |                                                                       |                                                                       |  |  |                                                                    |                                                                    |                                                                    |                                                                    |                                                                    |                                                                    |  |  |                                                                |                                                                |                                                                |                                                                |                                                                |                                                                |  |  |                                                          |                                                          |                                                          |                                                          |                                                          |                                                          |  |  |                                                  |                                                  |                                                  |                                                  |                                                  |                                                  |  |  |                                           |                                           |                                           |                                           |                                           |                                           |  |  |                                          |                                          |                                          |                                          |                                          |                                          |  |  |  |  |  |  |  |  |  |  |  |  |  |  |  |  |  |  |  |  |  |  |  |  |  |  |  |  |  |  |  |  |  |  |  |  |  |  |  |  |  |  |  |  |
|                                      |                                      |                                      |                                      |                                      |                                      |  |  |                                                     |                                                     |                                                     |                                                     |                                                     |                                                     |  |  | Erlebert                                                              | Erlebert                                                              | Erlebert                                                              | Erlebert                                                              | Erlebert                                                              | Erlebert                                                              |  |  | Aldebert monjo                                                     | Aldebert monjo                                                     | Aldebert monjo                                                     | Aldebert monjo                                                     | Aldebert monjo                                                     | Aldebert monjo                                                     |  |  | Robert referendaire el 630 majordom de palau de Nèustria (654) | Robert referendaire el 630 majordom de palau de Nèustria (654) | Robert referendaire el 630 majordom de palau de Nèustria (654) | Robert referendaire el 630 majordom de palau de Nèustria (654) | Robert referendaire el 630 majordom de palau de Nèustria (654) | Robert referendaire el 630 majordom de palau de Nèustria (654) |  |  |                                                          |                                                          |                                                          |                                                          |                                                          |                                                          |  |  |                                                  |                                                  |                                                  |                                                  |                                                  |                                                  |  |  |                                           |                                           |                                           |                                           |                                           |                                           |  |  |                                          |                                          |                                          |                                          |                                          |                                          |  |  |  |  |  |  |  |  |  |  |  |  |  |  |  |  |  |  |  |  |  |  |  |  |  |  |  |  |  |  |  |  |  |  |  |  |  |  |  |  |  |  |  |  |
|                                      |                                      |                                      |                                      |                                      |                                      |  |  |                                                     |                                                     |                                                     |                                                     |                                                     |                                                     |  |  | Erlebert                                                              | Erlebert                                                              | Erlebert                                                              | Erlebert                                                              | Erlebert                                                              | Erlebert                                                              |  |  | Aldebert monjo                                                     | Aldebert monjo                                                     | Aldebert monjo                                                     | Aldebert monjo                                                     | Aldebert monjo                                                     | Aldebert monjo                                                     |  |  | Robert referendaire el 630 majordom de palau de Nèustria (654) | Robert referendaire el 630 majordom de palau de Nèustria (654) | Robert referendaire el 630 majordom de palau de Nèustria (654) | Robert referendaire el 630 majordom de palau de Nèustria (654) | Robert referendaire el 630 majordom de palau de Nèustria (654) | Robert referendaire el 630 majordom de palau de Nèustria (654) |  |  |                                                          |                                                          |                                                          |                                                          |                                                          |                                                          |  |  |                                                  |                                                  |                                                  |                                                  |                                                  |                                                  |  |  |                                           |                                           |                                           |                                           |                                           |                                           |  |  |                                          |                                          |                                          |                                          |                                          |                                          |  |  |  |  |  |  |  |  |  |  |  |  |  |  |  |  |  |  |  |  |  |  |  |  |  |  |  |  |  |  |  |  |  |  |  |  |  |  |  |  |  |  |  |  |
|                                      |                                      |                                      |                                      |                                      |                                      |  |  |                                                     |                                                     |                                                     |                                                     |                                                     |                                                     |  |  |                                                                       |                                                                       |                                                                       |                                                                       |                                                                       |                                                                       |  |  |                                                                    |                                                                    |                                                                    |                                                                    |                                                                    |                                                                    |  |  |                                                                |                                                                |                                                                |                                                                |                                                                |                                                                |  |  |                                                          |                                                          |                                                          |                                                          |                                                          |                                                          |  |  |                                                  |                                                  |                                                  |                                                  |                                                  |                                                  |  |  |                                           |                                           |                                           |                                           |                                           |                                           |  |  |                                          |                                          |                                          |                                          |                                          |                                          |  |  |  |  |  |  |  |  |  |  |  |  |  |  |  |  |  |  |  |  |  |  |  |  |  |  |  |  |  |  |  |  |  |  |  |  |  |  |  |  |  |  |  |  |
|                                      |                                      |                                      |                                      |                                      |                                      |  |  |                                                     |                                                     |                                                     |                                                     |                                                     |                                                     |  |  | Lambert de Lió o sant Lambert abat de Fontenelle i bisbe de Lió (678) | Lambert de Lió o sant Lambert abat de Fontenelle i bisbe de Lió (678) | Lambert de Lió o sant Lambert abat de Fontenelle i bisbe de Lió (678) | Lambert de Lió o sant Lambert abat de Fontenelle i bisbe de Lió (678) | Lambert de Lió o sant Lambert abat de Fontenelle i bisbe de Lió (678) | Lambert de Lió o sant Lambert abat de Fontenelle i bisbe de Lió (678) |  |  | Robert duc de Nèustria entre 654 i 677 x Teodrada                  | Robert duc de Nèustria entre 654 i 677 x Teodrada                  | Robert duc de Nèustria entre 654 i 677 x Teodrada                  | Robert duc de Nèustria entre 654 i 677 x Teodrada                  | Robert duc de Nèustria entre 654 i 677 x Teodrada                  | Robert duc de Nèustria entre 654 i 677 x Teodrada                  |  |  |                                                                |                                                                |                                                                |                                                                |                                                                |                                                                |  |  |                                                          |                                                          |                                                          |                                                          |                                                          |                                                          |  |  |                                                  |                                                  |                                                  |                                                  |                                                  |                                                  |  |  |                                           |                                           |                                           |                                           |                                           |                                           |  |  |                                          |                                          |                                          |                                          |                                          |                                          |  |  |  |  |  |  |  |  |  |  |  |  |  |  |  |  |  |  |  |  |  |  |  |  |  |  |  |  |  |  |  |  |  |  |  |  |  |  |  |  |  |  |  |  |
|                                      |                                      |                                      |                                      |                                      |                                      |  |  |                                                     |                                                     |                                                     |                                                     |                                                     |                                                     |  |  | Lambert de Lió o sant Lambert abat de Fontenelle i bisbe de Lió (678) | Lambert de Lió o sant Lambert abat de Fontenelle i bisbe de Lió (678) | Lambert de Lió o sant Lambert abat de Fontenelle i bisbe de Lió (678) | Lambert de Lió o sant Lambert abat de Fontenelle i bisbe de Lió (678) | Lambert de Lió o sant Lambert abat de Fontenelle i bisbe de Lió (678) | Lambert de Lió o sant Lambert abat de Fontenelle i bisbe de Lió (678) |  |  | Robert duc de Nèustria entre 654 i 677 x Teodrada                  | Robert duc de Nèustria entre 654 i 677 x Teodrada                  | Robert duc de Nèustria entre 654 i 677 x Teodrada                  | Robert duc de Nèustria entre 654 i 677 x Teodrada                  | Robert duc de Nèustria entre 654 i 677 x Teodrada                  | Robert duc de Nèustria entre 654 i 677 x Teodrada                  |  |  |                                                                |                                                                |                                                                |                                                                |                                                                |                                                                |  |  |                                                          |                                                          |                                                          |                                                          |                                                          |                                                          |  |  |                                                  |                                                  |                                                  |                                                  |                                                  |                                                  |  |  |                                           |                                           |                                           |                                           |                                           |                                           |  |  |                                          |                                          |                                          |                                          |                                          |                                          |  |  |  |  |  |  |  |  |  |  |  |  |  |  |  |  |  |  |  |  |  |  |  |  |  |  |  |  |  |  |  |  |  |  |  |  |  |  |  |  |  |  |  |  |
|                                      |                                      |                                      |                                      |                                      |                                      |  |  |                                                     |                                                     |                                                     |                                                     |                                                     |                                                     |  |  |                                                                       |                                                                       |                                                                       |                                                                       |                                                                       |                                                                       |  |  |                                                                    |                                                                    |                                                                    |                                                                    |                                                                    |                                                                    |  |  |                                                                |                                                                |                                                                |                                                                |                                                                |                                                                |  |  |                                                          |                                                          |                                                          |                                                          |                                                          |                                                          |  |  |                                                  |                                                  |                                                  |                                                  |                                                  |                                                  |  |  |                                           |                                           |                                           |                                           |                                           |                                           |  |  |                                          |                                          |                                          |                                          |                                          |                                          |  |  |  |  |  |  |  |  |  |  |  |  |  |  |  |  |  |  |  |  |  |  |  |  |  |  |  |  |  |  |  |  |  |  |  |  |  |  |  |  |  |  |  |  |
|                                      |                                      |                                      |                                      |                                      |                                      |  |  |                                                     |                                                     |                                                     |                                                     |                                                     |                                                     |  |  | Ragnobert (mort el 678)                                               | Ragnobert (mort el 678)                                               | Ragnobert (mort el 678)                                               | Ragnobert (mort el 678)                                               | Ragnobert (mort el 678)                                               | Ragnobert (mort el 678)                                               |  |  | Angadrisma x Ansbert abat de Fontenelle i bisbe de Rouen (684-692) | Angadrisma x Ansbert abat de Fontenelle i bisbe de Rouen (684-692) | Angadrisma x Ansbert abat de Fontenelle i bisbe de Rouen (684-692) | Angadrisma x Ansbert abat de Fontenelle i bisbe de Rouen (684-692) | Angadrisma x Ansbert abat de Fontenelle i bisbe de Rouen (684-692) | Angadrisma x Ansbert abat de Fontenelle i bisbe de Rouen (684-692) |  |  | N                                                              | N                                                              | N                                                              | N                                                              | N                                                              | N                                                              |  |  | sant Lambert bisbe de Lieja] (669-705)                   | sant Lambert bisbe de Lieja] (669-705)                   | sant Lambert bisbe de Lieja] (669-705)                   | sant Lambert bisbe de Lieja] (669-705)                   | sant Lambert bisbe de Lieja] (669-705)                   | sant Lambert bisbe de Lieja] (669-705)                   |  |  | Folcaida x Teodó II duc de Baviera (mort el 716) | Folcaida x Teodó II duc de Baviera (mort el 716) | Folcaida x Teodó II duc de Baviera (mort el 716) | Folcaida x Teodó II duc de Baviera (mort el 716) | Folcaida x Teodó II duc de Baviera (mort el 716) | Folcaida x Teodó II duc de Baviera (mort el 716) |  |  |                                           |                                           |                                           |                                           |                                           |                                           |  |  |                                          |                                          |                                          |                                          |                                          |                                          |  |  |  |  |  |  |  |  |  |  |  |  |  |  |  |  |  |  |  |  |  |  |  |  |  |  |  |  |  |  |  |  |  |  |  |  |  |  |  |  |  |  |  |  |
|                                      |                                      |                                      |                                      |                                      |                                      |  |  |                                                     |                                                     |                                                     |                                                     |                                                     |                                                     |  |  | Ragnobert (mort el 678)                                               | Ragnobert (mort el 678)                                               | Ragnobert (mort el 678)                                               | Ragnobert (mort el 678)                                               | Ragnobert (mort el 678)                                               | Ragnobert (mort el 678)                                               |  |  | Angadrisma x Ansbert abat de Fontenelle i bisbe de Rouen (684-692) | Angadrisma x Ansbert abat de Fontenelle i bisbe de Rouen (684-692) | Angadrisma x Ansbert abat de Fontenelle i bisbe de Rouen (684-692) | Angadrisma x Ansbert abat de Fontenelle i bisbe de Rouen (684-692) | Angadrisma x Ansbert abat de Fontenelle i bisbe de Rouen (684-692) | Angadrisma x Ansbert abat de Fontenelle i bisbe de Rouen (684-692) |  |  | N                                                              | N                                                              | N                                                              | N                                                              | N                                                              | N                                                              |  |  | sant Lambert bisbe de Lieja] (669-705)                   | sant Lambert bisbe de Lieja] (669-705)                   | sant Lambert bisbe de Lieja] (669-705)                   | sant Lambert bisbe de Lieja] (669-705)                   | sant Lambert bisbe de Lieja] (669-705)                   | sant Lambert bisbe de Lieja] (669-705)                   |  |  | Folcaida x Teodó II duc de Baviera (mort el 716) | Folcaida x Teodó II duc de Baviera (mort el 716) | Folcaida x Teodó II duc de Baviera (mort el 716) | Folcaida x Teodó II duc de Baviera (mort el 716) | Folcaida x Teodó II duc de Baviera (mort el 716) | Folcaida x Teodó II duc de Baviera (mort el 716) |  |  |                                           |                                           |                                           |                                           |                                           |                                           |  |  |                                          |                                          |                                          |                                          |                                          |                                          |  |  |  |  |  |  |  |  |  |  |  |  |  |  |  |  |  |  |  |  |  |  |  |  |  |  |  |  |  |  |  |  |  |  |  |  |  |  |  |  |  |  |  |  |
|                                      |                                      |                                      |                                      |                                      |                                      |  |  |                                                     |                                                     |                                                     |                                                     |                                                     |                                                     |  |  |                                                                       |                                                                       |                                                                       |                                                                       |                                                                       |                                                                       |  |  |                                                                    |                                                                    |                                                                    |                                                                    |                                                                    |                                                                    |  |  |                                                                |                                                                |                                                                |                                                                |                                                                |                                                                |  |  |                                                          |                                                          |                                                          |                                                          |                                                          |                                                          |  |  |                                                  |                                                  |                                                  |                                                  |                                                  |                                                  |  |  |                                           |                                           |                                           |                                           |                                           |                                           |  |  |                                          |                                          |                                          |                                          |                                          |                                          |  |  |  |  |  |  |  |  |  |  |  |  |  |  |  |  |  |  |  |  |  |  |  |  |  |  |  |  |  |  |  |  |  |  |  |  |  |  |  |  |  |  |  |  |
|                                      |                                      |                                      |                                      |                                      |                                      |  |  | Hervé comte de Laon X (?) Irmina fille d'Hugobert   | Hervé comte de Laon X (?) Irmina fille d'Hugobert   | Hervé comte de Laon X (?) Irmina fille d'Hugobert   | Hervé comte de Laon X (?) Irmina fille d'Hugobert   | Hervé comte de Laon X (?) Irmina fille d'Hugobert   | Hervé comte de Laon X (?) Irmina fille d'Hugobert   |  |  |                                                                       |                                                                       |                                                                       |                                                                       |                                                                       |                                                                       |  |  | Robert bisbe de Worms (715)                                        | Robert bisbe de Worms (715)                                        | Robert bisbe de Worms (715)                                        | Robert bisbe de Worms (715)                                        | Robert bisbe de Worms (715)                                        | Robert bisbe de Worms (715)                                        |  |  | Roger comte del Maine                                          | Roger comte del Maine                                          | Roger comte del Maine                                          | Roger comte del Maine                                          | Roger comte del Maine                                          | Roger comte del Maine                                          |  |  |                                                          |                                                          |                                                          |                                                          |                                                          |                                                          |  |  | Lambert comte d'Hesbaye                          | Lambert comte d'Hesbaye                          | Lambert comte d'Hesbaye                          | Lambert comte d'Hesbaye                          | Lambert comte d'Hesbaye                          | Lambert comte d'Hesbaye                          |  |  |                                           |                                           |                                           |                                           |                                           |                                           |  |  |                                          |                                          |                                          |                                          |                                          |                                          |  |  |  |  |  |  |  |  |  |  |  |  |  |  |  |  |  |  |  |  |  |  |  |  |  |  |  |  |  |  |  |  |  |  |  |  |  |  |  |  |  |  |  |  |
|                                      |                                      |                                      |                                      |                                      |                                      |  |  | Hervé comte de Laon X (?) Irmina fille d'Hugobert   | Hervé comte de Laon X (?) Irmina fille d'Hugobert   | Hervé comte de Laon X (?) Irmina fille d'Hugobert   | Hervé comte de Laon X (?) Irmina fille d'Hugobert   | Hervé comte de Laon X (?) Irmina fille d'Hugobert   | Hervé comte de Laon X (?) Irmina fille d'Hugobert   |  |  |                                                                       |                                                                       |                                                                       |                                                                       |                                                                       |                                                                       |  |  | Robert bisbe de Worms (715)                                        | Robert bisbe de Worms (715)                                        | Robert bisbe de Worms (715)                                        | Robert bisbe de Worms (715)                                        | Robert bisbe de Worms (715)                                        | Robert bisbe de Worms (715)                                        |  |  | Roger comte del Maine                                          | Roger comte del Maine                                          | Roger comte del Maine                                          | Roger comte del Maine                                          | Roger comte del Maine                                          | Roger comte del Maine                                          |  |  |                                                          |                                                          |                                                          |                                                          |                                                          |                                                          |  |  | Lambert comte d'Hesbaye                          | Lambert comte d'Hesbaye                          | Lambert comte d'Hesbaye                          | Lambert comte d'Hesbaye                          | Lambert comte d'Hesbaye                          | Lambert comte d'Hesbaye                          |  |  |                                           |                                           |                                           |                                           |                                           |                                           |  |  |                                          |                                          |                                          |                                          |                                          |                                          |  |  |  |  |  |  |  |  |  |  |  |  |  |  |  |  |  |  |  |  |  |  |  |  |  |  |  |  |  |  |  |  |  |  |  |  |  |  |  |  |  |  |  |  |
|                                      |                                      |                                      |                                      |                                      |                                      |  |  |                                                     |                                                     |                                                     |                                                     |                                                     |                                                     |  |  |                                                                       |                                                                       |                                                                       |                                                                       |                                                                       |                                                                       |  |  |                                                                    |                                                                    |                                                                    |                                                                    |                                                                    |                                                                    |  |  |                                                                |                                                                |                                                                |                                                                |                                                                |                                                                |  |  |                                                          |                                                          |                                                          |                                                          |                                                          |                                                          |  |  |                                                  |                                                  |                                                  |                                                  |                                                  |                                                  |  |  |                                           |                                           |                                           |                                           |                                           |                                           |  |  |                                          |                                          |                                          |                                          |                                          |                                          |  |  |  |  |  |  |  |  |  |  |  |  |  |  |  |  |  |  |  |  |  |  |  |  |  |  |  |  |  |  |  |  |  |  |  |  |  |  |  |  |  |  |  |  |
| N noble franc x Bertrada de Prüm     | N noble franc x Bertrada de Prüm     | N noble franc x Bertrada de Prüm     | N noble franc x Bertrada de Prüm     | N noble franc x Bertrada de Prüm     | N noble franc x Bertrada de Prüm     |  |  | Teodrada x Heden de Turíngia                        | Teodrada x Heden de Turíngia                        | Teodrada x Heden de Turíngia                        | Teodrada x Heden de Turíngia                        | Teodrada x Heden de Turíngia                        | Teodrada x Heden de Turíngia                        |  |  | Rolanda x Guiu abat de Fontenelle                                     | Rolanda x Guiu abat de Fontenelle                                     | Rolanda x Guiu abat de Fontenelle                                     | Rolanda x Guiu abat de Fontenelle                                     | Rolanda x Guiu abat de Fontenelle                                     | Rolanda x Guiu abat de Fontenelle                                     |  |  | Hervé comte del Maine                                              | Hervé comte del Maine                                              | Hervé comte del Maine                                              | Hervé comte del Maine                                              | Hervé comte del Maine                                              | Hervé comte del Maine                                              |  |  | Gauzioleni Bisbe de Mans                                       | Gauzioleni Bisbe de Mans                                       | Gauzioleni Bisbe de Mans                                       | Gauzioleni Bisbe de Mans                                       | Gauzioleni Bisbe de Mans                                       | Gauzioleni Bisbe de Mans                                       |  |  | Rotilda abbadessa                                        | Rotilda abbadessa                                        | Rotilda abbadessa                                        | Rotilda abbadessa                                        | Rotilda abbadessa                                        | Rotilda abbadessa                                        |  |  | Robert I d'Hesbaye comte de Hesbaye              | Robert I d'Hesbaye comte de Hesbaye              | Robert I d'Hesbaye comte de Hesbaye              | Robert I d'Hesbaye comte de Hesbaye              | Robert I d'Hesbaye comte de Hesbaye              | Robert I d'Hesbaye comte de Hesbaye              |  |  | Landrada x Sigram                         | Landrada x Sigram                         | Landrada x Sigram                         | Landrada x Sigram                         | Landrada x Sigram                         | Landrada x Sigram                         |  |  | Rotruda (vers 695 -724) x Carles Martell | Rotruda (vers 695 -724) x Carles Martell | Rotruda (vers 695 -724) x Carles Martell | Rotruda (vers 695 -724) x Carles Martell | Rotruda (vers 695 -724) x Carles Martell | Rotruda (vers 695 -724) x Carles Martell |  |  |  |  |  |  |  |  |  |  |  |  |  |  |  |  |  |  |  |  |  |  |  |  |  |  |  |  |  |  |  |  |  |  |  |  |  |  |  |  |  |  |  |  |
| N noble franc x Bertrada de Prüm     | N noble franc x Bertrada de Prüm     | N noble franc x Bertrada de Prüm     | N noble franc x Bertrada de Prüm     | N noble franc x Bertrada de Prüm     | N noble franc x Bertrada de Prüm     |  |  | Teodrada x Heden de Turíngia                        | Teodrada x Heden de Turíngia                        | Teodrada x Heden de Turíngia                        | Teodrada x Heden de Turíngia                        | Teodrada x Heden de Turíngia                        | Teodrada x Heden de Turíngia                        |  |  | Rolanda x Guiu abat de Fontenelle                                     | Rolanda x Guiu abat de Fontenelle                                     | Rolanda x Guiu abat de Fontenelle                                     | Rolanda x Guiu abat de Fontenelle                                     | Rolanda x Guiu abat de Fontenelle                                     | Rolanda x Guiu abat de Fontenelle                                     |  |  | Hervé comte del Maine                                              | Hervé comte del Maine                                              | Hervé comte del Maine                                              | Hervé comte del Maine                                              | Hervé comte del Maine                                              | Hervé comte del Maine                                              |  |  | Gauzioleni Bisbe de Mans                                       | Gauzioleni Bisbe de Mans                                       | Gauzioleni Bisbe de Mans                                       | Gauzioleni Bisbe de Mans                                       | Gauzioleni Bisbe de Mans                                       | Gauzioleni Bisbe de Mans                                       |  |  | Rotilda abbadessa                                        | Rotilda abbadessa                                        | Rotilda abbadessa                                        | Rotilda abbadessa                                        | Rotilda abbadessa                                        | Rotilda abbadessa                                        |  |  | Robert I d'Hesbaye comte de Hesbaye              | Robert I d'Hesbaye comte de Hesbaye              | Robert I d'Hesbaye comte de Hesbaye              | Robert I d'Hesbaye comte de Hesbaye              | Robert I d'Hesbaye comte de Hesbaye              | Robert I d'Hesbaye comte de Hesbaye              |  |  | Landrada x Sigram                         | Landrada x Sigram                         | Landrada x Sigram                         | Landrada x Sigram                         | Landrada x Sigram                         | Landrada x Sigram                         |  |  | Rotruda (vers 695 -724) x Carles Martell | Rotruda (vers 695 -724) x Carles Martell | Rotruda (vers 695 -724) x Carles Martell | Rotruda (vers 695 -724) x Carles Martell | Rotruda (vers 695 -724) x Carles Martell | Rotruda (vers 695 -724) x Carles Martell |  |  |  |  |  |  |  |  |  |  |  |  |  |  |  |  |  |  |  |  |  |  |  |  |  |  |  |  |  |  |  |  |  |  |  |  |  |  |  |  |  |  |  |  |
|                                      |                                      |                                      |                                      |                                      |                                      |  |  |                                                     |                                                     |                                                     |                                                     |                                                     |                                                     |  |  |                                                                       |                                                                       |                                                                       |                                                                       |                                                                       |                                                                       |  |  |                                                                    |                                                                    |                                                                    |                                                                    |                                                                    |                                                                    |  |  |                                                                |                                                                |                                                                |                                                                |                                                                |                                                                |  |  |                                                          |                                                          |                                                          |                                                          |                                                          |                                                          |  |  |                                                  |                                                  |                                                  |                                                  |                                                  |                                                  |  |  |                                           |                                           |                                           |                                           |                                           |                                           |  |  |                                          |                                          |                                          |                                          |                                          |                                          |  |  |  |  |  |  |  |  |  |  |  |  |  |  |  |  |  |  |  |  |  |  |  |  |  |  |  |  |  |  |  |  |  |  |  |  |  |  |  |  |  |  |  |  |
| Caribert comte de Laon (mort el 747) | Caribert comte de Laon (mort el 747) | Caribert comte de Laon (mort el 747) | Caribert comte de Laon (mort el 747) | Caribert comte de Laon (mort el 747) | Caribert comte de Laon (mort el 747) |  |  |                                                     |                                                     |                                                     |                                                     |                                                     |                                                     |  |  |                                                                       |                                                                       |                                                                       |                                                                       |                                                                       |                                                                       |  |  | Dinastia del Maine                                                 | Dinastia del Maine                                                 | Dinastia del Maine                                                 | Dinastia del Maine                                                 | Dinastia del Maine                                                 | Dinastia del Maine                                                 |  |  | Turimbert (vers 740, mort després de 770) comte d'Hesbaye      | Turimbert (vers 740, mort després de 770) comte d'Hesbaye      | Turimbert (vers 740, mort després de 770) comte d'Hesbaye      | Turimbert (vers 740, mort després de 770) comte d'Hesbaye      | Turimbert (vers 740, mort després de 770) comte d'Hesbaye      | Turimbert (vers 740, mort després de 770) comte d'Hesbaye      |  |  | Ingramn                                                  | Ingramn                                                  | Ingramn                                                  | Ingramn                                                  | Ingramn                                                  | Ingramn                                                  |  |  | Cancor comte                                     | Cancor comte                                     | Cancor comte                                     | Cancor comte                                     | Cancor comte                                     | Cancor comte                                     |  |  | Chrodegang (712 - 762) bisbe de Metz      | Chrodegang (712 - 762) bisbe de Metz      | Chrodegang (712 - 762) bisbe de Metz      | Chrodegang (712 - 762) bisbe de Metz      | Chrodegang (712 - 762) bisbe de Metz      | Chrodegang (712 - 762) bisbe de Metz      |  |  |                                          |                                          |                                          |                                          |                                          |                                          |  |  |  |  |  |  |  |  |  |  |  |  |  |  |  |  |  |  |  |  |  |  |  |  |  |  |  |  |  |  |  |  |  |  |  |  |  |  |  |  |  |  |  |  |
| Caribert comte de Laon (mort el 747) | Caribert comte de Laon (mort el 747) | Caribert comte de Laon (mort el 747) | Caribert comte de Laon (mort el 747) | Caribert comte de Laon (mort el 747) | Caribert comte de Laon (mort el 747) |  |  |                                                     |                                                     |                                                     |                                                     |                                                     |                                                     |  |  |                                                                       |                                                                       |                                                                       |                                                                       |                                                                       |                                                                       |  |  | Dinastia del Maine                                                 | Dinastia del Maine                                                 | Dinastia del Maine                                                 | Dinastia del Maine                                                 | Dinastia del Maine                                                 | Dinastia del Maine                                                 |  |  | Turimbert (vers 740, mort després de 770) comte d'Hesbaye      | Turimbert (vers 740, mort després de 770) comte d'Hesbaye      | Turimbert (vers 740, mort després de 770) comte d'Hesbaye      | Turimbert (vers 740, mort després de 770) comte d'Hesbaye      | Turimbert (vers 740, mort després de 770) comte d'Hesbaye      | Turimbert (vers 740, mort després de 770) comte d'Hesbaye      |  |  | Ingramn                                                  | Ingramn                                                  | Ingramn                                                  | Ingramn                                                  | Ingramn                                                  | Ingramn                                                  |  |  | Cancor comte                                     | Cancor comte                                     | Cancor comte                                     | Cancor comte                                     | Cancor comte                                     | Cancor comte                                     |  |  | Chrodegang (712 - 762) bisbe de Metz      | Chrodegang (712 - 762) bisbe de Metz      | Chrodegang (712 - 762) bisbe de Metz      | Chrodegang (712 - 762) bisbe de Metz      | Chrodegang (712 - 762) bisbe de Metz      | Chrodegang (712 - 762) bisbe de Metz      |  |  |                                          |                                          |                                          |                                          |                                          |                                          |  |  |  |  |  |  |  |  |  |  |  |  |  |  |  |  |  |  |  |  |  |  |  |  |  |  |  |  |  |  |  |  |  |  |  |  |  |  |  |  |  |  |  |  |
| Bertrada (726 -783) x Pipí el Breu   | Bertrada (726 -783) x Pipí el Breu   | Bertrada (726 -783) x Pipí el Breu   | Bertrada (726 -783) x Pipí el Breu   | Bertrada (726 -783) x Pipí el Breu   | Bertrada (726 -783) x Pipí el Breu   |  |  |                                                     |                                                     |                                                     |                                                     |                                                     |                                                     |  |  |                                                                       |                                                                       |                                                                       |                                                                       |                                                                       |                                                                       |  |  |                                                                    |                                                                    |                                                                    |                                                                    |                                                                    |                                                                    |  |  | Robert II comte d'Hesbaye                                      | Robert II comte d'Hesbaye                                      | Robert II comte d'Hesbaye                                      | Robert II comte d'Hesbaye                                      | Robert II comte d'Hesbaye                                      | Robert II comte d'Hesbaye                                      |  |  | Ermengarda (778 - 818) x Lluís el Pietós                 | Ermengarda (778 - 818) x Lluís el Pietós                 | Ermengarda (778 - 818) x Lluís el Pietós                 | Ermengarda (778 - 818) x Lluís el Pietós                 | Ermengarda (778 - 818) x Lluís el Pietós                 | Ermengarda (778 - 818) x Lluís el Pietós                 |  |  | Popponians o Poppònides                          | Popponians o Poppònides                          | Popponians o Poppònides                          | Popponians o Poppònides                          | Popponians o Poppònides                          | Popponians o Poppònides                          |  |  |                                           |                                           |                                           |                                           |                                           |                                           |  |  |                                          |                                          |                                          |                                          |                                          |                                          |  |  |  |  |  |  |  |  |  |  |  |  |  |  |  |  |  |  |  |  |  |  |  |  |  |  |  |  |  |  |  |  |  |  |  |  |  |  |  |  |  |  |  |  |
| Bertrada (726 -783) x Pipí el Breu   | Bertrada (726 -783) x Pipí el Breu   | Bertrada (726 -783) x Pipí el Breu   | Bertrada (726 -783) x Pipí el Breu   | Bertrada (726 -783) x Pipí el Breu   | Bertrada (726 -783) x Pipí el Breu   |  |  |                                                     |                                                     |                                                     |                                                     |                                                     |                                                     |  |  |                                                                       |                                                                       |                                                                       |                                                                       |                                                                       |                                                                       |  |  |                                                                    |                                                                    |                                                                    |                                                                    |                                                                    |                                                                    |  |  | Robert II comte d'Hesbaye                                      | Robert II comte d'Hesbaye                                      | Robert II comte d'Hesbaye                                      | Robert II comte d'Hesbaye                                      | Robert II comte d'Hesbaye                                      | Robert II comte d'Hesbaye                                      |  |  | Ermengarda (778 - 818) x Lluís el Pietós                 | Ermengarda (778 - 818) x Lluís el Pietós                 | Ermengarda (778 - 818) x Lluís el Pietós                 | Ermengarda (778 - 818) x Lluís el Pietós                 | Ermengarda (778 - 818) x Lluís el Pietós                 | Ermengarda (778 - 818) x Lluís el Pietós                 |  |  | Popponians o Poppònides                          | Popponians o Poppònides                          | Popponians o Poppònides                          | Popponians o Poppònides                          | Popponians o Poppònides                          | Popponians o Poppònides                          |  |  |                                           |                                           |                                           |                                           |                                           |                                           |  |  |                                          |                                          |                                          |                                          |                                          |                                          |  |  |  |  |  |  |  |  |  |  |  |  |  |  |  |  |  |  |  |  |  |  |  |  |  |  |  |  |  |  |  |  |  |  |  |  |  |  |  |  |  |  |  |  |
|                                      |                                      |                                      |                                      |                                      |                                      |  |  |                                                     |                                                     |                                                     |                                                     |                                                     |                                                     |  |  |                                                                       |                                                                       |                                                                       |                                                                       |                                                                       |                                                                       |  |  |                                                                    |                                                                    |                                                                    |                                                                    |                                                                    |                                                                    |  |  | Robert III (mort el 834) comte de Hesbaye                      |                                                                |                                                                |                                                                |                                                                |                                                                |  |  |                                                          |                                                          |                                                          |                                                          |                                                          |                                                          |  |  |                                                  |                                                  |                                                  |                                                  |                                                  |                                                  |  |  |                                           |                                           |                                           |                                           |                                           |                                           |  |  |                                          |                                          |                                          |                                          |                                          |                                          |  |  |  |  |  |  |  |  |  |  |  |  |  |  |  |  |  |  |  |  |  |  |  |  |  |  |  |  |  |  |  |  |  |  |  |  |  |  |  |  |  |  |  |  |
|                                      |                                      |                                      |                                      |                                      |                                      |  |  |                                                     |                                                     |                                                     |                                                     |                                                     |                                                     |  |  |                                                                       |                                                                       |                                                                       |                                                                       |                                                                       |                                                                       |  |  |                                                                    |                                                                    |                                                                    |                                                                    |                                                                    |                                                                    |  |  |                                                                |                                                                |                                                                |                                                                |                                                                |                                                                |  |  |                                                          |                                                          |                                                          |                                                          |                                                          |                                                          |  |  |                                                  |                                                  |                                                  |                                                  |                                                  |                                                  |  |  |                                           |                                           |                                           |                                           |                                           |                                           |  |  |                                          |                                          |                                          |                                          |                                          |                                          |  |  |  |  |  |  |  |  |  |  |  |  |  |  |  |  |  |  |  |  |  |  |  |  |  |  |  |  |  |  |  |  |  |  |  |  |  |  |  |  |  |  |  |  |
|                                      |                                      |                                      |                                      |                                      |                                      |  |  |                                                     |                                                     |                                                     |                                                     |                                                     |                                                     |  |  |                                                                       |                                                                       |                                                                       |                                                                       |                                                                       |                                                                       |  |  |                                                                    |                                                                    |                                                                    |                                                                    |                                                                    |                                                                    |  |  |                                                                |                                                                |                                                                |                                                                |                                                                |                                                                |  |  |                                                          |                                                          |                                                          |                                                          |                                                          |                                                          |  |  |                                                  |                                                  |                                                  |                                                  |                                                  |                                                  |  |  |                                           |                                           |                                           |                                           |                                           |                                           |  |  |                                          |                                          |                                          |                                          |                                          |                                          |  |  |  |  |  |  |  |  |  |  |  |  |  |  |  |  |  |  |  |  |  |  |  |  |  |  |  |  |  |  |  |  |  |  |  |  |  |  |  |  |  |  |  |  |
|                                      |                                      |                                      |                                      |                                      |                                      |  |  | Eudes I (mort el 871) comte de Troyes               | Eudes I (mort el 871) comte de Troyes               | Eudes I (mort el 871) comte de Troyes               | Eudes I (mort el 871) comte de Troyes               | Eudes I (mort el 871) comte de Troyes               | Eudes I (mort el 871) comte de Troyes               |  |  |                                                                       |                                                                       |                                                                       |                                                                       |                                                                       |                                                                       |  |  |                                                                    |                                                                    |                                                                    |                                                                    |                                                                    |                                                                    |  |  | Robert el Fort (mort el 866) marquès de Nèustria               | Robert el Fort (mort el 866) marquès de Nèustria               | Robert el Fort (mort el 866) marquès de Nèustria               | Robert el Fort (mort el 866) marquès de Nèustria               | Robert el Fort (mort el 866) marquès de Nèustria               | Robert el Fort (mort el 866) marquès de Nèustria               |  |  |                                                          |                                                          |                                                          |                                                          |                                                          |                                                          |  |  |                                                  |                                                  |                                                  |                                                  |                                                  |                                                  |  |  | Adalhelm (+ abans 892) comte de Laon      | Adalhelm (+ abans 892) comte de Laon      | Adalhelm (+ abans 892) comte de Laon      | Adalhelm (+ abans 892) comte de Laon      | Adalhelm (+ abans 892) comte de Laon      | Adalhelm (+ abans 892) comte de Laon      |  |  |                                          |                                          |                                          |                                          |                                          |                                          |  |  |  |  |  |  |  |  |  |  |  |  |  |  |  |  |  |  |  |  |  |  |  |  |  |  |  |  |  |  |  |  |  |  |  |  |  |  |  |  |  |  |  |  |
|                                      |                                      |                                      |                                      |                                      |                                      |  |  | Eudes I (mort el 871) comte de Troyes               | Eudes I (mort el 871) comte de Troyes               | Eudes I (mort el 871) comte de Troyes               | Eudes I (mort el 871) comte de Troyes               | Eudes I (mort el 871) comte de Troyes               | Eudes I (mort el 871) comte de Troyes               |  |  |                                                                       |                                                                       |                                                                       |                                                                       |                                                                       |                                                                       |  |  |                                                                    |                                                                    |                                                                    |                                                                    |                                                                    |                                                                    |  |  | Robert el Fort (mort el 866) marquès de Nèustria               | Robert el Fort (mort el 866) marquès de Nèustria               | Robert el Fort (mort el 866) marquès de Nèustria               | Robert el Fort (mort el 866) marquès de Nèustria               | Robert el Fort (mort el 866) marquès de Nèustria               | Robert el Fort (mort el 866) marquès de Nèustria               |  |  |                                                          |                                                          |                                                          |                                                          |                                                          |                                                          |  |  |                                                  |                                                  |                                                  |                                                  |                                                  |                                                  |  |  | Adalhelm (+ abans 892) comte de Laon      | Adalhelm (+ abans 892) comte de Laon      | Adalhelm (+ abans 892) comte de Laon      | Adalhelm (+ abans 892) comte de Laon      | Adalhelm (+ abans 892) comte de Laon      | Adalhelm (+ abans 892) comte de Laon      |  |  |                                          |                                          |                                          |                                          |                                          |                                          |  |  |  |  |  |  |  |  |  |  |  |  |  |  |  |  |  |  |  |  |  |  |  |  |  |  |  |  |  |  |  |  |  |  |  |  |  |  |  |  |  |  |  |  |
|                                      |                                      |                                      |                                      |                                      |                                      |  |  |                                                     |                                                     |                                                     |                                                     |                                                     |                                                     |  |  |                                                                       |                                                                       |                                                                       |                                                                       |                                                                       |                                                                       |  |  |                                                                    |                                                                    |                                                                    |                                                                    |                                                                    |                                                                    |  |  |                                                                |                                                                |                                                                |                                                                |                                                                |                                                                |  |  |                                                          |                                                          |                                                          |                                                          |                                                          |                                                          |  |  |                                                  |                                                  |                                                  |                                                  |                                                  |                                                  |  |  |                                           |                                           |                                           |                                           |                                           |                                           |  |  |                                          |                                          |                                          |                                          |                                          |                                          |  |  |  |  |  |  |  |  |  |  |  |  |  |  |  |  |  |  |  |  |  |  |  |  |  |  |  |  |  |  |  |  |  |  |  |  |  |  |  |  |  |  |  |  |
| Eudes II de Troyes comte de Troyes   | Eudes II de Troyes comte de Troyes   | Eudes II de Troyes comte de Troyes   | Eudes II de Troyes comte de Troyes   | Eudes II de Troyes comte de Troyes   | Eudes II de Troyes comte de Troyes   |  |  | Robert Porte-Carquois comte de Troyes (mort el 886) | Robert Porte-Carquois comte de Troyes (mort el 886) | Robert Porte-Carquois comte de Troyes (mort el 886) | Robert Porte-Carquois comte de Troyes (mort el 886) | Robert Porte-Carquois comte de Troyes (mort el 886) | Robert Porte-Carquois comte de Troyes (mort el 886) |  |  | NN x Emenó comte de Poitiers (mort el 866)                            | NN x Emenó comte de Poitiers (mort el 866)                            | NN x Emenó comte de Poitiers (mort el 866)                            | NN x Emenó comte de Poitiers (mort el 866)                            | NN x Emenó comte de Poitiers (mort el 866)                            | NN x Emenó comte de Poitiers (mort el 866)                            |  |  | Eudes o Odó comte de París rei de França (mort el 898) x Teodrada  | Eudes o Odó comte de París rei de França (mort el 898) x Teodrada  | Eudes o Odó comte de París rei de França (mort el 898) x Teodrada  | Eudes o Odó comte de París rei de França (mort el 898) x Teodrada  | Eudes o Odó comte de París rei de França (mort el 898) x Teodrada  | Eudes o Odó comte de París rei de França (mort el 898) x Teodrada  |  |  |                                                                |                                                                |                                                                |                                                                |                                                                |                                                                |  |  | Robert I marquès de Nèustria rei de França (mort el 923) | Robert I marquès de Nèustria rei de França (mort el 923) | Robert I marquès de Nèustria rei de França (mort el 923) | Robert I marquès de Nèustria rei de França (mort el 923) | Robert I marquès de Nèustria rei de França (mort el 923) | Robert I marquès de Nèustria rei de França (mort el 923) |  |  |                                                  |                                                  |                                                  |                                                  |                                                  |                                                  |  |  | Gautier (+ 892) comte de Laon             | Gautier (+ 892) comte de Laon             | Gautier (+ 892) comte de Laon             | Gautier (+ 892) comte de Laon             | Gautier (+ 892) comte de Laon             | Gautier (+ 892) comte de Laon             |  |  |                                          |                                          |                                          |                                          |                                          |                                          |  |  |  |  |  |  |  |  |  |  |  |  |  |  |  |  |  |  |  |  |  |  |  |  |  |  |  |  |  |  |  |  |  |  |  |  |  |  |  |  |  |  |  |  |
| Eudes II de Troyes comte de Troyes   | Eudes II de Troyes comte de Troyes   | Eudes II de Troyes comte de Troyes   | Eudes II de Troyes comte de Troyes   | Eudes II de Troyes comte de Troyes   | Eudes II de Troyes comte de Troyes   |  |  | Robert Porte-Carquois comte de Troyes (mort el 886) | Robert Porte-Carquois comte de Troyes (mort el 886) | Robert Porte-Carquois comte de Troyes (mort el 886) | Robert Porte-Carquois comte de Troyes (mort el 886) | Robert Porte-Carquois comte de Troyes (mort el 886) | Robert Porte-Carquois comte de Troyes (mort el 886) |  |  | NN x Emenó comte de Poitiers (mort el 866)                            | NN x Emenó comte de Poitiers (mort el 866)                            | NN x Emenó comte de Poitiers (mort el 866)                            | NN x Emenó comte de Poitiers (mort el 866)                            | NN x Emenó comte de Poitiers (mort el 866)                            | NN x Emenó comte de Poitiers (mort el 866)                            |  |  | Eudes o Odó comte de París rei de França (mort el 898) x Teodrada  | Eudes o Odó comte de París rei de França (mort el 898) x Teodrada  | Eudes o Odó comte de París rei de França (mort el 898) x Teodrada  | Eudes o Odó comte de París rei de França (mort el 898) x Teodrada  | Eudes o Odó comte de París rei de França (mort el 898) x Teodrada  | Eudes o Odó comte de París rei de França (mort el 898) x Teodrada  |  |  |                                                                |                                                                |                                                                |                                                                |                                                                |                                                                |  |  | Robert I marquès de Nèustria rei de França (mort el 923) | Robert I marquès de Nèustria rei de França (mort el 923) | Robert I marquès de Nèustria rei de França (mort el 923) | Robert I marquès de Nèustria rei de França (mort el 923) | Robert I marquès de Nèustria rei de França (mort el 923) | Robert I marquès de Nèustria rei de França (mort el 923) |  |  |                                                  |                                                  |                                                  |                                                  |                                                  |                                                  |  |  | Gautier (+ 892) comte de Laon             | Gautier (+ 892) comte de Laon             | Gautier (+ 892) comte de Laon             | Gautier (+ 892) comte de Laon             | Gautier (+ 892) comte de Laon             | Gautier (+ 892) comte de Laon             |  |  |                                          |                                          |                                          |                                          |                                          |                                          |  |  |  |  |  |  |  |  |  |  |  |  |  |  |  |  |  |  |  |  |  |  |  |  |  |  |  |  |  |  |  |  |  |  |  |  |  |  |  |  |  |  |  |  |
|                                      |                                      |                                      |                                      |                                      |                                      |  |  |                                                     |                                                     |                                                     |                                                     |                                                     |                                                     |  |  |                                                                       |                                                                       |                                                                       |                                                                       |                                                                       |                                                                       |  |  |                                                                    |                                                                    |                                                                    |                                                                    |                                                                    |                                                                    |  |  |                                                                |                                                                |                                                                |                                                                |                                                                |                                                                |  |  |                                                          |                                                          |                                                          |                                                          |                                                          |                                                          |  |  |                                                  |                                                  |                                                  |                                                  |                                                  |                                                  |  |  |                                           |                                           |                                           |                                           |                                           |                                           |  |  |                                          |                                          |                                          |                                          |                                          |                                          |  |  |  |  |  |  |  |  |  |  |  |  |  |  |  |  |  |  |  |  |  |  |  |  |  |  |  |  |  |  |  |  |  |  |  |  |  |  |  |  |  |  |  |  |
|                                      |                                      |                                      |                                      |                                      |                                      |  |  |                                                     |                                                     |                                                     |                                                     |                                                     |                                                     |  |  |                                                                       |                                                                       |                                                                       |                                                                       |                                                                       |                                                                       |  |  | Guiu                                                               | Guiu                                                               | Guiu                                                               | Guiu                                                               | Guiu                                                               | Guiu                                                               |  |  | Adela x Herbert II comte de Vermandois mort el 943)            | Adela x Herbert II comte de Vermandois mort el 943)            | Adela x Herbert II comte de Vermandois mort el 943)            | Adela x Herbert II comte de Vermandois mort el 943)            | Adela x Herbert II comte de Vermandois mort el 943)            | Adela x Herbert II comte de Vermandois mort el 943)            |  |  | Emma (894 - 934) x Raoul rei de França                   | Emma (894 - 934) x Raoul rei de França                   | Emma (894 - 934) x Raoul rei de França                   | Emma (894 - 934) x Raoul rei de França                   | Emma (894 - 934) x Raoul rei de França                   | Emma (894 - 934) x Raoul rei de França                   |  |  | Hug el Gran (898 - 956) duc dels Francs          | Hug el Gran (898 - 956) duc dels Francs          | Hug el Gran (898 - 956) duc dels Francs          | Hug el Gran (898 - 956) duc dels Francs          | Hug el Gran (898 - 956) duc dels Francs          | Hug el Gran (898 - 956) duc dels Francs          |  |  | [[Casa de Vexin\|Casa de Vexin]]          | [[Casa de Vexin\|Casa de Vexin]]          | [[Casa de Vexin\|Casa de Vexin]]          | [[Casa de Vexin\|Casa de Vexin]]          | [[Casa de Vexin\|Casa de Vexin]]          | [[Casa de Vexin\|Casa de Vexin]]          |  |  |                                          |                                          |                                          |                                          |                                          |                                          |  |  |  |  |  |  |  |  |  |  |  |  |  |  |  |  |  |  |  |  |  |  |  |  |  |  |  |  |  |  |  |  |  |  |  |  |  |  |  |  |  |  |  |  |
|                                      |                                      |                                      |                                      |                                      |                                      |  |  |                                                     |                                                     |                                                     |                                                     |                                                     |                                                     |  |  |                                                                       |                                                                       |                                                                       |                                                                       |                                                                       |                                                                       |  |  | Guiu                                                               | Guiu                                                               | Guiu                                                               | Guiu                                                               | Guiu                                                               | Guiu                                                               |  |  | Adela x Herbert II comte de Vermandois mort el 943)            | Adela x Herbert II comte de Vermandois mort el 943)            | Adela x Herbert II comte de Vermandois mort el 943)            | Adela x Herbert II comte de Vermandois mort el 943)            | Adela x Herbert II comte de Vermandois mort el 943)            | Adela x Herbert II comte de Vermandois mort el 943)            |  |  | Emma (894 - 934) x Raoul rei de França                   | Emma (894 - 934) x Raoul rei de França                   | Emma (894 - 934) x Raoul rei de França                   | Emma (894 - 934) x Raoul rei de França                   | Emma (894 - 934) x Raoul rei de França                   | Emma (894 - 934) x Raoul rei de França                   |  |  | Hug el Gran (898 - 956) duc dels Francs          | Hug el Gran (898 - 956) duc dels Francs          | Hug el Gran (898 - 956) duc dels Francs          | Hug el Gran (898 - 956) duc dels Francs          | Hug el Gran (898 - 956) duc dels Francs          | Hug el Gran (898 - 956) duc dels Francs          |  |  | [[Casa de Vexin\|Casa de Vexin]]          | [[Casa de Vexin\|Casa de Vexin]]          | [[Casa de Vexin\|Casa de Vexin]]          | [[Casa de Vexin\|Casa de Vexin]]          | [[Casa de Vexin\|Casa de Vexin]]          | [[Casa de Vexin\|Casa de Vexin]]          |  |  |                                          |                                          |                                          |                                          |                                          |                                          |  |  |  |  |  |  |  |  |  |  |  |  |  |  |  |  |  |  |  |  |  |  |  |  |  |  |  |  |  |  |  |  |  |  |  |  |  |  |  |  |  |  |  |  |
|                                      |                                      |                                      |                                      |                                      |                                      |  |  |                                                     |                                                     |                                                     |                                                     |                                                     |                                                     |  |  |                                                                       |                                                                       |                                                                       |                                                                       |                                                                       |                                                                       |  |  |                                                                    |                                                                    |                                                                    |                                                                    |                                                                    |                                                                    |  |  |                                                                |                                                                |                                                                |                                                                |                                                                |                                                                |  |  |                                                          |                                                          |                                                          |                                                          |                                                          |                                                          |  |  |                                                  |                                                  |                                                  |                                                  |                                                  |                                                  |  |  |                                           |                                           |                                           |                                           |                                           |                                           |  |  |                                          |                                          |                                          |                                          |                                          |                                          |  |  |  |  |  |  |  |  |  |  |  |  |  |  |  |  |  |  |  |  |  |  |  |  |  |  |  |  |  |  |  |  |  |  |  |  |  |  |  |  |  |  |  |  |
|                                      |                                      |                                      |                                      |                                      |                                      |  |  |                                                     |                                                     |                                                     |                                                     |                                                     |                                                     |  |  |                                                                       |                                                                       |                                                                       |                                                                       |                                                                       |                                                                       |  |  |                                                                    |                                                                    |                                                                    |                                                                    |                                                                    |                                                                    |  |  | Beatriu x Frederic I de Bar                                    | Beatriu x Frederic I de Bar                                    | Beatriu x Frederic I de Bar                                    | Beatriu x Frederic I de Bar                                    | Beatriu x Frederic I de Bar                                    | Beatriu x Frederic I de Bar                                    |  |  | Hug Capet rei de França (mort el 996)                    | Hug Capet rei de França (mort el 996)                    | Hug Capet rei de França (mort el 996)                    | Hug Capet rei de França (mort el 996)                    | Hug Capet rei de França (mort el 996)                    | Hug Capet rei de França (mort el 996)                    |  |  | Emma x Ricard I duc de Normandia                 | Emma x Ricard I duc de Normandia                 | Emma x Ricard I duc de Normandia                 | Emma x Ricard I duc de Normandia                 | Emma x Ricard I duc de Normandia                 | Emma x Ricard I duc de Normandia                 |  |  | Otó duc de Borgonya x Liegearda de Chalon | Otó duc de Borgonya x Liegearda de Chalon | Otó duc de Borgonya x Liegearda de Chalon | Otó duc de Borgonya x Liegearda de Chalon | Otó duc de Borgonya x Liegearda de Chalon | Otó duc de Borgonya x Liegearda de Chalon |  |  | Enric I duc de Borgonya                  | Enric I duc de Borgonya                  | Enric I duc de Borgonya                  | Enric I duc de Borgonya                  | Enric I duc de Borgonya                  | Enric I duc de Borgonya                  |  |  |  |  |  |  |  |  |  |  |  |  |  |  |  |  |  |  |  |  |  |  |  |  |  |  |  |  |  |  |  |  |  |  |  |  |  |  |  |  |  |  |  |  |
|                                      |                                      |                                      |                                      |                                      |                                      |  |  |                                                     |                                                     |                                                     |                                                     |                                                     |                                                     |  |  |                                                                       |                                                                       |                                                                       |                                                                       |                                                                       |                                                                       |  |  |                                                                    |                                                                    |                                                                    |                                                                    |                                                                    |                                                                    |  |  | Beatriu x Frederic I de Bar                                    | Beatriu x Frederic I de Bar                                    | Beatriu x Frederic I de Bar                                    | Beatriu x Frederic I de Bar                                    | Beatriu x Frederic I de Bar                                    | Beatriu x Frederic I de Bar                                    |  |  | Hug Capet rei de França (mort el 996)                    | Hug Capet rei de França (mort el 996)                    | Hug Capet rei de França (mort el 996)                    | Hug Capet rei de França (mort el 996)                    | Hug Capet rei de França (mort el 996)                    | Hug Capet rei de França (mort el 996)                    |  |  | Emma x Ricard I duc de Normandia                 | Emma x Ricard I duc de Normandia                 | Emma x Ricard I duc de Normandia                 | Emma x Ricard I duc de Normandia                 | Emma x Ricard I duc de Normandia                 | Emma x Ricard I duc de Normandia                 |  |  | Otó duc de Borgonya x Liegearda de Chalon | Otó duc de Borgonya x Liegearda de Chalon | Otó duc de Borgonya x Liegearda de Chalon | Otó duc de Borgonya x Liegearda de Chalon | Otó duc de Borgonya x Liegearda de Chalon | Otó duc de Borgonya x Liegearda de Chalon |  |  | Enric I duc de Borgonya                  | Enric I duc de Borgonya                  | Enric I duc de Borgonya                  | Enric I duc de Borgonya                  | Enric I duc de Borgonya                  | Enric I duc de Borgonya                  |  |  |  |  |  |  |  |  |  |  |  |  |  |  |  |  |  |  |  |  |  |  |  |  |  |  |  |  |  |  |  |  |  |  |  |  |  |  |  |  |  |  |  |  |
|                                      |                                      |                                      |                                      |                                      |                                      |  |  |                                                     |                                                     |                                                     |                                                     |                                                     |                                                     |  |  |                                                                       |                                                                       |                                                                       |                                                                       |                                                                       |                                                                       |  |  |                                                                    |                                                                    |                                                                    |                                                                    |                                                                    |                                                                    |  |  |                                                                |                                                                |                                                                |                                                                |                                                                |                                                                |  |  | capets                                                   |                                                          |                                                          |                                                          |                                                          |                                                          |  |  |                                                  |                                                  |                                                  |                                                  |                                                  |                                                  |  |  |                                           |                                           |                                           |                                           |                                           |                                           |  |  |                                          |                                          |                                          |                                          |                                          |                                          |  |  |  |  |  |  |  |  |  |  |  |  |  |  |  |  |  |  |  |  |  |  |  |  |  |  |  |  |  |  |  |  |  |  |  |  |  |  |  |  |  |  |  |  |

## Parentius entre els robertins, elscarolingisi els otonians
Les relacions genealògiques entre els robertins, els carolingis i els Otonians són nombrosos i testimonien la importància i el prestigi dels primers ja abans de la seva accessió al tron franc. L'arbre genealògic que segueix presenta els parentius entre aquestes tres famílies.
|                            |                            |                            |                            |                                                  |                                                  |                                                  |                                                  |                                                  |                                                  |                                           |                                           |                                           |                                           |                                           |                                           |                                                  |                                                  |                                                  |                                                  |                                                  |                                                  |                                       |                                       |            |            |                                  |                                  |                                  |                                  |                                  |                                  |                                  |                                  |                                                             |                                                             |                                                             |                                                             |                                                             |                                                             |                                   |                                   |                                   |                                   |                                         |                                         |                                                     |                                                     |                                                     |                                                     |                                                     |                                                     |                                                 |                                                 |                                                 |                                                 |  |  |  |  |  |  |  |  |  |  |  |  |  |  |  |  |  |  |  |  |
|                            |                            |                            |                            |                                                  |                                                  |                                                  |                                                  |                                                  |                                                  |                                           |                                           |                                           |                                           |                                           |                                           |                                                  |                                                  |                                                  |                                                  |                                                  |                                                  |                                       |                                       |            |            |                                  |                                  |                                  |                                  |                                  |                                  |                                  |                                  |                                                             |                                                             |                                                             |                                                             |                                                             |                                                             |                                   |                                   |                                   |                                   |                                         |                                         |                                                     |                                                     |                                                     |                                                     |                                                     |                                                     |                                                 |                                                 |                                                 |                                                 |  |  |  |  |  |  |  |  |  |  |  |  |  |  |  |  |  |  |  |  |
|                            |                            |                            |                            |                                                  |                                                  |                                                  |                                                  | Adrià comte                                      | Adrià comte                                      | Adrià comte                               | Adrià comte                               | Adrià comte                               | Adrià comte                               |                                           |                                           |                                                  |                                                  |                                                  |                                                  |                                                  |                                                  | Hildegarda                            | Hildegarda                            | Hildegarda | Hildegarda | Hildegarda                       | Hildegarda                       |                                  |                                  |                                  |                                  |                                  |                                  |                                                             |                                                             |                                                             |                                                             | Carlemany (mort el 814) emperador                           | Carlemany (mort el 814) emperador                           | Carlemany (mort el 814) emperador | Carlemany (mort el 814) emperador | Carlemany (mort el 814) emperador | Carlemany (mort el 814) emperador |                                         |                                         |                                                     |                                                     |                                                     |                                                     |                                                     |                                                     |                                                 |                                                 |                                                 |                                                 |  |  |  |  |  |  |  |  |  |  |  |  |  |  |  |  |  |  |  |  |
|                            |                            |                            |                            |                                                  |                                                  |                                                  |                                                  | Adrià comte                                      | Adrià comte                                      | Adrià comte                               | Adrià comte                               | Adrià comte                               | Adrià comte                               |                                           |                                           |                                                  |                                                  |                                                  |                                                  |                                                  |                                                  | Hildegarda                            | Hildegarda                            | Hildegarda | Hildegarda | Hildegarda                       | Hildegarda                       |                                  |                                  |                                  |                                  |                                  |                                  |                                                             |                                                             |                                                             |                                                             | Carlemany (mort el 814) emperador                           | Carlemany (mort el 814) emperador                           | Carlemany (mort el 814) emperador | Carlemany (mort el 814) emperador | Carlemany (mort el 814) emperador | Carlemany (mort el 814) emperador |                                         |                                         |                                                     |                                                     |                                                     |                                                     |                                                     |                                                     |                                                 |                                                 |                                                 |                                                 |  |  |  |  |  |  |  |  |  |  |  |  |  |  |  |  |  |  |  |  |
|                            |                            |                            |                            |                                                  |                                                  |                                                  |                                                  |                                                  |                                                  |                                           |                                           |                                           |                                           |                                           |                                           |                                                  |                                                  |                                                  |                                                  |                                                  |                                                  |                                       |                                       |            |            |                                  |                                  |                                  |                                  |                                  |                                  |                                  |                                  |                                                             |                                                             |                                                             |                                                             |                                                             |                                                             |                                   |                                   |                                   |                                   |                                         |                                         |                                                     |                                                     |                                                     |                                                     |                                                     |                                                     |                                                 |                                                 |                                                 |                                                 |  |  |  |  |  |  |  |  |  |  |  |  |  |  |  |  |  |  |  |  |
|                            |                            |                            |                            |                                                  |                                                  |                                                  |                                                  |                                                  |                                                  |                                           |                                           |                                           |                                           |                                           |                                           |                                                  |                                                  |                                                  |                                                  |                                                  |                                                  |                                       |                                       |            |            |                                  |                                  |                                  |                                  |                                  |                                  |                                  |                                  |                                                             |                                                             |                                                             |                                                             |                                                             |                                                             |                                   |                                   |                                   |                                   |                                         |                                         |                                                     |                                                     |                                                     |                                                     |                                                     |                                                     |                                                 |                                                 |                                                 |                                                 |  |  |  |  |  |  |  |  |  |  |  |  |  |  |  |  |  |  |  |  |
|                            |                            |                            |                            |                                                  |                                                  |                                                  |                                                  |                                                  |                                                  |                                           |                                           |                                           |                                           |                                           |                                           | Pipí d'Itàlia (777 - 810) rei d'Itàlia           | Pipí d'Itàlia (777 - 810) rei d'Itàlia           | Pipí d'Itàlia (777 - 810) rei d'Itàlia           | Pipí d'Itàlia (777 - 810) rei d'Itàlia           | Pipí d'Itàlia (777 - 810) rei d'Itàlia           | Pipí d'Itàlia (777 - 810) rei d'Itàlia           |                                       |                                       |            |            |                                  |                                  |                                  |                                  |                                  |                                  |                                  |                                  |                                                             |                                                             |                                                             |                                                             |                                                             |                                                             |                                   |                                   |                                   |                                   | Lluís el Pietós (mort el 840) emperador | Lluís el Pietós (mort el 840) emperador | Lluís el Pietós (mort el 840) emperador             | Lluís el Pietós (mort el 840) emperador             | Lluís el Pietós (mort el 840) emperador             | Lluís el Pietós (mort el 840) emperador             |                                                     |                                                     |                                                 |                                                 |                                                 |                                                 |  |  |  |  |  |  |  |  |  |  |  |  |  |  |  |  |  |  |  |  |
|                            |                            |                            |                            |                                                  |                                                  |                                                  |                                                  |                                                  |                                                  |                                           |                                           |                                           |                                           |                                           |                                           | Pipí d'Itàlia (777 - 810) rei d'Itàlia           | Pipí d'Itàlia (777 - 810) rei d'Itàlia           | Pipí d'Itàlia (777 - 810) rei d'Itàlia           | Pipí d'Itàlia (777 - 810) rei d'Itàlia           | Pipí d'Itàlia (777 - 810) rei d'Itàlia           | Pipí d'Itàlia (777 - 810) rei d'Itàlia           |                                       |                                       |            |            |                                  |                                  |                                  |                                  |                                  |                                  |                                  |                                  |                                                             |                                                             |                                                             |                                                             |                                                             |                                                             |                                   |                                   |                                   |                                   | Lluís el Pietós (mort el 840) emperador | Lluís el Pietós (mort el 840) emperador | Lluís el Pietós (mort el 840) emperador             | Lluís el Pietós (mort el 840) emperador             | Lluís el Pietós (mort el 840) emperador             | Lluís el Pietós (mort el 840) emperador             |                                                     |                                                     |                                                 |                                                 |                                                 |                                                 |  |  |  |  |  |  |  |  |  |  |  |  |  |  |  |  |  |  |  |  |
|                            |                            |                            |                            |                                                  |                                                  |                                                  |                                                  |                                                  |                                                  |                                           |                                           |                                           |                                           |                                           |                                           |                                                  |                                                  |                                                  |                                                  |                                                  |                                                  |                                       |                                       |            |            |                                  |                                  |                                  |                                  |                                  |                                  |                                  |                                  |                                                             |                                                             |                                                             |                                                             |                                                             |                                                             |                                   |                                   |                                   |                                   |                                         |                                         |                                                     |                                                     |                                                     |                                                     |                                                     |                                                     |                                                 |                                                 |                                                 |                                                 |  |  |  |  |  |  |  |  |  |  |  |  |  |  |  |  |  |  |  |  |
| Robert III comte d'Hesbaye | Robert III comte d'Hesbaye | Robert III comte d'Hesbaye | Robert III comte d'Hesbaye | Robert III comte d'Hesbaye                       | Robert III comte d'Hesbaye                       |                                                  |                                                  | Waldrada                                         | Waldrada                                         | Waldrada                                  | Waldrada                                  | Waldrada                                  | Waldrada                                  |                                           |                                           | Bernat d'Itàlia (797 - 818) rei d'Itàlia         | Bernat d'Itàlia (797 - 818) rei d'Itàlia         | Bernat d'Itàlia (797 - 818) rei d'Itàlia         | Bernat d'Itàlia (797 - 818) rei d'Itàlia         | Bernat d'Itàlia (797 - 818) rei d'Itàlia         | Bernat d'Itàlia (797 - 818) rei d'Itàlia         |                                       |                                       |            |            |                                  |                                  | Eberard marquès de Friül         | Eberard marquès de Friül         | Eberard marquès de Friül         | Eberard marquès de Friül         | Eberard marquès de Friül         | Eberard marquès de Friül         |                                                             |                                                             | Gisela                                                      | Gisela                                                      | Gisela                                                      | Gisela                                                      | Gisela                            | Gisela                            |                                   |                                   |                                         |                                         |                                                     |                                                     |                                                     |                                                     | Carles el Calb (823 - 877) rei de França            | Carles el Calb (823 - 877) rei de França            | Carles el Calb (823 - 877) rei de França        | Carles el Calb (823 - 877) rei de França        | Carles el Calb (823 - 877) rei de França        | Carles el Calb (823 - 877) rei de França        |  |  |  |  |  |  |  |  |  |  |  |  |  |  |  |  |  |  |  |  |
| Robert III comte d'Hesbaye | Robert III comte d'Hesbaye | Robert III comte d'Hesbaye | Robert III comte d'Hesbaye | Robert III comte d'Hesbaye                       | Robert III comte d'Hesbaye                       |                                                  |                                                  | Waldrada                                         | Waldrada                                         | Waldrada                                  | Waldrada                                  | Waldrada                                  | Waldrada                                  |                                           |                                           | Bernat d'Itàlia (797 - 818) rei d'Itàlia         | Bernat d'Itàlia (797 - 818) rei d'Itàlia         | Bernat d'Itàlia (797 - 818) rei d'Itàlia         | Bernat d'Itàlia (797 - 818) rei d'Itàlia         | Bernat d'Itàlia (797 - 818) rei d'Itàlia         | Bernat d'Itàlia (797 - 818) rei d'Itàlia         |                                       |                                       |            |            |                                  |                                  | Eberard marquès de Friül         | Eberard marquès de Friül         | Eberard marquès de Friül         | Eberard marquès de Friül         | Eberard marquès de Friül         | Eberard marquès de Friül         |                                                             |                                                             | Gisela                                                      | Gisela                                                      | Gisela                                                      | Gisela                                                      | Gisela                            | Gisela                            |                                   |                                   |                                         |                                         |                                                     |                                                     |                                                     |                                                     | Carles el Calb (823 - 877) rei de França            | Carles el Calb (823 - 877) rei de França            | Carles el Calb (823 - 877) rei de França        | Carles el Calb (823 - 877) rei de França        | Carles el Calb (823 - 877) rei de França        | Carles el Calb (823 - 877) rei de França        |  |  |  |  |  |  |  |  |  |  |  |  |  |  |  |  |  |  |  |  |
|                            |                            |                            |                            |                                                  |                                                  |                                                  |                                                  |                                                  |                                                  |                                           |                                           |                                           |                                           |                                           |                                           |                                                  |                                                  |                                                  |                                                  |                                                  |                                                  |                                       |                                       |            |            |                                  |                                  |                                  |                                  |                                  |                                  |                                  |                                  |                                                             |                                                             |                                                             |                                                             |                                                             |                                                             |                                   |                                   |                                   |                                   |                                         |                                         |                                                     |                                                     |                                                     |                                                     |                                                     |                                                     |                                                 |                                                 |                                                 |                                                 |  |  |  |  |  |  |  |  |  |  |  |  |  |  |  |  |  |  |  |  |
|                            |                            |                            |                            |                                                  |                                                  |                                                  |                                                  |                                                  |                                                  |                                           |                                           |                                           |                                           |                                           |                                           | Pipí (Herbèrtida) (mort després de 850) comte    | Pipí (Herbèrtida) (mort després de 850) comte    | Pipí (Herbèrtida) (mort després de 850) comte    | Pipí (Herbèrtida) (mort després de 850) comte    | Pipí (Herbèrtida) (mort després de 850) comte    | Pipí (Herbèrtida) (mort després de 850) comte    |                                       |                                       |            |            |                                  |                                  |                                  |                                  |                                  |                                  | Ingeltruda                       | Ingeltruda                       | Ingeltruda                                                  | Ingeltruda                                                  | Ingeltruda                                                  | Ingeltruda                                                  |                                                             |                                                             | {{{ÿ}}}                           | {{{ÿ}}}                           | {{{ÿ}}}                           | {{{ÿ}}}                           | {{{ÿ}}}                                 | {{{ÿ}}}                                 | Enric (poppònida) (mort el 886) marquès de Nèustria | Enric (poppònida) (mort el 886) marquès de Nèustria | Enric (poppònida) (mort el 886) marquès de Nèustria | Enric (poppònida) (mort el 886) marquès de Nèustria | Enric (poppònida) (mort el 886) marquès de Nèustria | Enric (poppònida) (mort el 886) marquès de Nèustria |                                                 |                                                 |                                                 |                                                 |  |  |  |  |  |  |  |  |  |  |  |  |  |  |  |  |  |  |  |  |
|                            |                            |                            |                            |                                                  |                                                  |                                                  |                                                  |                                                  |                                                  |                                           |                                           |                                           |                                           |                                           |                                           | Pipí (Herbèrtida) (mort després de 850) comte    | Pipí (Herbèrtida) (mort després de 850) comte    | Pipí (Herbèrtida) (mort després de 850) comte    | Pipí (Herbèrtida) (mort després de 850) comte    | Pipí (Herbèrtida) (mort després de 850) comte    | Pipí (Herbèrtida) (mort després de 850) comte    |                                       |                                       |            |            |                                  |                                  |                                  |                                  |                                  |                                  | Ingeltruda                       | Ingeltruda                       | Ingeltruda                                                  | Ingeltruda                                                  | Ingeltruda                                                  | Ingeltruda                                                  |                                                             |                                                             | {{{ÿ}}}                           | {{{ÿ}}}                           | {{{ÿ}}}                           | {{{ÿ}}}                           | {{{ÿ}}}                                 | {{{ÿ}}}                                 | Enric (poppònida) (mort el 886) marquès de Nèustria | Enric (poppònida) (mort el 886) marquès de Nèustria | Enric (poppònida) (mort el 886) marquès de Nèustria | Enric (poppònida) (mort el 886) marquès de Nèustria | Enric (poppònida) (mort el 886) marquès de Nèustria | Enric (poppònida) (mort el 886) marquès de Nèustria |                                                 |                                                 |                                                 |                                                 |  |  |  |  |  |  |  |  |  |  |  |  |  |  |  |  |  |  |  |  |
|                            |                            |                            |                            |                                                  |                                                  |                                                  |                                                  |                                                  |                                                  |                                           |                                           |                                           |                                           |                                           |                                           |                                                  |                                                  |                                                  |                                                  |                                                  |                                                  |                                       |                                       |            |            |                                  |                                  |                                  |                                  |                                  |                                  |                                  |                                  |                                                             |                                                             |                                                             |                                                             |                                                             |                                                             |                                   |                                   |                                   |                                   |                                         |                                         |                                                     |                                                     |                                                     |                                                     | Lluis II el Tartamut (846 - 879) rei de França      |                                                     |                                                 |                                                 |                                                 |                                                 |  |  |  |  |  |  |  |  |  |  |  |  |  |  |  |  |  |  |  |  |
|                            |                            |                            |                            | Robert el Fort (mort el 866) marquès de Nèustria | Robert el Fort (mort el 866) marquès de Nèustria | Robert el Fort (mort el 866) marquès de Nèustria | Robert el Fort (mort el 866) marquès de Nèustria | Robert el Fort (mort el 866) marquès de Nèustria | Robert el Fort (mort el 866) marquès de Nèustria |                                           |                                           |                                           |                                           |                                           |                                           | Heribert I (mort el 900/907) comte de Vermandois | Heribert I (mort el 900/907) comte de Vermandois | Heribert I (mort el 900/907) comte de Vermandois | Heribert I (mort el 900/907) comte de Vermandois | Heribert I (mort el 900/907) comte de Vermandois | Heribert I (mort el 900/907) comte de Vermandois |                                       |                                       |            |            |                                  |                                  |                                  |                                  | Otó (mort el 912) duc de Saxònia | Otó (mort el 912) duc de Saxònia | Otó (mort el 912) duc de Saxònia | Otó (mort el 912) duc de Saxònia | Otó (mort el 912) duc de Saxònia                            | Otó (mort el 912) duc de Saxònia                            |                                                             |                                                             | Hedwigis                                                    | Hedwigis                                                    | Hedwigis                          | Hedwigis                          | Hedwigis                          | Hedwigis                          |                                         |                                         |                                                     |                                                     |                                                     |                                                     |                                                     |                                                     |                                                 |                                                 |                                                 |                                                 |  |  |  |  |  |  |  |  |  |  |  |  |  |  |  |  |  |  |  |  |
|                            |                            |                            |                            | Robert el Fort (mort el 866) marquès de Nèustria | Robert el Fort (mort el 866) marquès de Nèustria | Robert el Fort (mort el 866) marquès de Nèustria | Robert el Fort (mort el 866) marquès de Nèustria | Robert el Fort (mort el 866) marquès de Nèustria | Robert el Fort (mort el 866) marquès de Nèustria |                                           |                                           |                                           |                                           |                                           |                                           | Heribert I (mort el 900/907) comte de Vermandois | Heribert I (mort el 900/907) comte de Vermandois | Heribert I (mort el 900/907) comte de Vermandois | Heribert I (mort el 900/907) comte de Vermandois | Heribert I (mort el 900/907) comte de Vermandois | Heribert I (mort el 900/907) comte de Vermandois |                                       |                                       |            |            |                                  |                                  |                                  |                                  | Otó (mort el 912) duc de Saxònia | Otó (mort el 912) duc de Saxònia | Otó (mort el 912) duc de Saxònia | Otó (mort el 912) duc de Saxònia | Otó (mort el 912) duc de Saxònia                            | Otó (mort el 912) duc de Saxònia                            |                                                             |                                                             | Hedwigis                                                    | Hedwigis                                                    | Hedwigis                          | Hedwigis                          | Hedwigis                          | Hedwigis                          |                                         |                                         |                                                     |                                                     |                                                     |                                                     |                                                     |                                                     |                                                 |                                                 |                                                 |                                                 |  |  |  |  |  |  |  |  |  |  |  |  |  |  |  |  |  |  |  |  |
|                            |                            |                            |                            |                                                  |                                                  |                                                  |                                                  |                                                  |                                                  |                                           |                                           |                                           |                                           |                                           |                                           |                                                  |                                                  |                                                  |                                                  |                                                  |                                                  |                                       |                                       |            |            |                                  |                                  |                                  |                                  |                                  |                                  |                                  |                                  |                                                             |                                                             |                                                             |                                                             |                                                             |                                                             |                                   |                                   |                                   |                                   |                                         |                                         |                                                     |                                                     |                                                     |                                                     |                                                     |                                                     |                                                 |                                                 |                                                 |                                                 |  |  |  |  |  |  |  |  |  |  |  |  |  |  |  |  |  |  |  |  |
|                            |                            |                            |                            | Robert I (860 -923) rei de França                | Robert I (860 -923) rei de França                | Robert I (860 -923) rei de França                | Robert I (860 -923) rei de França                | Robert I (860 -923) rei de França                | Robert I (860 -923) rei de França                |                                           |                                           |                                           |                                           |                                           |                                           | Beatriu                                          | Beatriu                                          | Beatriu                                          | Beatriu                                          | Beatriu                                          | Beatriu                                          |                                       |                                       |            |            |                                  |                                  |                                  |                                  |                                  |                                  |                                  |                                  | Enric I el Falconer (876 - 936) rei de Germània             | Enric I el Falconer (876 - 936) rei de Germània             | Enric I el Falconer (876 - 936) rei de Germània             | Enric I el Falconer (876 - 936) rei de Germània             | Enric I el Falconer (876 - 936) rei de Germània             | Enric I el Falconer (876 - 936) rei de Germània             |                                   |                                   |                                   |                                   |                                         |                                         |                                                     |                                                     |                                                     |                                                     | Carles el Simple (879 - 929) rei de França          | Carles el Simple (879 - 929) rei de França          | Carles el Simple (879 - 929) rei de França      | Carles el Simple (879 - 929) rei de França      | Carles el Simple (879 - 929) rei de França      | Carles el Simple (879 - 929) rei de França      |  |  |  |  |  |  |  |  |  |  |  |  |  |  |  |  |  |  |  |  |
|                            |                            |                            |                            | Robert I (860 -923) rei de França                | Robert I (860 -923) rei de França                | Robert I (860 -923) rei de França                | Robert I (860 -923) rei de França                | Robert I (860 -923) rei de França                | Robert I (860 -923) rei de França                |                                           |                                           |                                           |                                           |                                           |                                           | Beatriu                                          | Beatriu                                          | Beatriu                                          | Beatriu                                          | Beatriu                                          | Beatriu                                          |                                       |                                       |            |            |                                  |                                  |                                  |                                  |                                  |                                  |                                  |                                  | Enric I el Falconer (876 - 936) rei de Germània             | Enric I el Falconer (876 - 936) rei de Germània             | Enric I el Falconer (876 - 936) rei de Germània             | Enric I el Falconer (876 - 936) rei de Germània             | Enric I el Falconer (876 - 936) rei de Germània             | Enric I el Falconer (876 - 936) rei de Germània             |                                   |                                   |                                   |                                   |                                         |                                         |                                                     |                                                     |                                                     |                                                     | Carles el Simple (879 - 929) rei de França          | Carles el Simple (879 - 929) rei de França          | Carles el Simple (879 - 929) rei de França      | Carles el Simple (879 - 929) rei de França      | Carles el Simple (879 - 929) rei de França      | Carles el Simple (879 - 929) rei de França      |  |  |  |  |  |  |  |  |  |  |  |  |  |  |  |  |  |  |  |  |
|                            |                            |                            |                            |                                                  |                                                  |                                                  |                                                  |                                                  |                                                  |                                           |                                           |                                           |                                           |                                           |                                           |                                                  |                                                  |                                                  |                                                  |                                                  |                                                  |                                       |                                       |            |            |                                  |                                  |                                  |                                  |                                  |                                  |                                  |                                  |                                                             |                                                             |                                                             |                                                             |                                                             |                                                             |                                   |                                   |                                   |                                   |                                         |                                         |                                                     |                                                     |                                                     |                                                     |                                                     |                                                     |                                                 |                                                 |                                                 |                                                 |  |  |  |  |  |  |  |  |  |  |  |  |  |  |  |  |  |  |  |  |
|                            |                            |                            |                            |                                                  |                                                  |                                                  |                                                  |                                                  |                                                  |                                           |                                           |                                           |                                           |                                           |                                           |                                                  |                                                  |                                                  |                                                  |                                                  |                                                  |                                       |                                       |            |            |                                  |                                  |                                  |                                  |                                  |                                  |                                  |                                  |                                                             |                                                             |                                                             |                                                             |                                                             |                                                             |                                   |                                   |                                   |                                   |                                         |                                         |                                                     |                                                     |                                                     |                                                     |                                                     |                                                     |                                                 |                                                 |                                                 |                                                 |  |  |  |  |  |  |  |  |  |  |  |  |  |  |  |  |  |  |  |  |
|                            |                            |                            |                            |                                                  |                                                  |                                                  |                                                  |                                                  |                                                  | Hug el Gran (mort el 956) duc dels Francs | Hug el Gran (mort el 956) duc dels Francs | Hug el Gran (mort el 956) duc dels Francs | Hug el Gran (mort el 956) duc dels Francs | Hug el Gran (mort el 956) duc dels Francs | Hug el Gran (mort el 956) duc dels Francs |                                                  |                                                  |                                                  |                                                  |                                                  |                                                  |                                       |                                       |            |            | Hedwiga de Saxònia (mort el 965) | Hedwiga de Saxònia (mort el 965) | Hedwiga de Saxònia (mort el 965) | Hedwiga de Saxònia (mort el 965) | Hedwiga de Saxònia (mort el 965) | Hedwiga de Saxònia (mort el 965) |                                  |                                  | Otó I del Sacre Imperi Romano-Germànic (912 -973) emperador | Otó I del Sacre Imperi Romano-Germànic (912 -973) emperador | Otó I del Sacre Imperi Romano-Germànic (912 -973) emperador | Otó I del Sacre Imperi Romano-Germànic (912 -973) emperador | Otó I del Sacre Imperi Romano-Germànic (912 -973) emperador | Otó I del Sacre Imperi Romano-Germànic (912 -973) emperador |                                   |                                   | Gerberga (mort el 969)            | Gerberga (mort el 969)            | Gerberga (mort el 969)                  | Gerberga (mort el 969)                  | Gerberga (mort el 969)                              | Gerberga (mort el 969)                              |                                                     |                                                     | Lluís IV d'Ultramar (mort el 954) rei de França     | Lluís IV d'Ultramar (mort el 954) rei de França     | Lluís IV d'Ultramar (mort el 954) rei de França | Lluís IV d'Ultramar (mort el 954) rei de França | Lluís IV d'Ultramar (mort el 954) rei de França | Lluís IV d'Ultramar (mort el 954) rei de França |  |  |  |  |  |  |  |  |  |  |  |  |  |  |  |  |  |  |  |  |
|                            |                            |                            |                            |                                                  |                                                  |                                                  |                                                  |                                                  |                                                  | Hug el Gran (mort el 956) duc dels Francs | Hug el Gran (mort el 956) duc dels Francs | Hug el Gran (mort el 956) duc dels Francs | Hug el Gran (mort el 956) duc dels Francs | Hug el Gran (mort el 956) duc dels Francs | Hug el Gran (mort el 956) duc dels Francs |                                                  |                                                  |                                                  |                                                  |                                                  |                                                  |                                       |                                       |            |            | Hedwiga de Saxònia (mort el 965) | Hedwiga de Saxònia (mort el 965) | Hedwiga de Saxònia (mort el 965) | Hedwiga de Saxònia (mort el 965) | Hedwiga de Saxònia (mort el 965) | Hedwiga de Saxònia (mort el 965) |                                  |                                  | Otó I del Sacre Imperi Romano-Germànic (912 -973) emperador | Otó I del Sacre Imperi Romano-Germànic (912 -973) emperador | Otó I del Sacre Imperi Romano-Germànic (912 -973) emperador | Otó I del Sacre Imperi Romano-Germànic (912 -973) emperador | Otó I del Sacre Imperi Romano-Germànic (912 -973) emperador | Otó I del Sacre Imperi Romano-Germànic (912 -973) emperador |                                   |                                   | Gerberga (mort el 969)            | Gerberga (mort el 969)            | Gerberga (mort el 969)                  | Gerberga (mort el 969)                  | Gerberga (mort el 969)                              | Gerberga (mort el 969)                              |                                                     |                                                     | Lluís IV d'Ultramar (mort el 954) rei de França     | Lluís IV d'Ultramar (mort el 954) rei de França     | Lluís IV d'Ultramar (mort el 954) rei de França | Lluís IV d'Ultramar (mort el 954) rei de França | Lluís IV d'Ultramar (mort el 954) rei de França | Lluís IV d'Ultramar (mort el 954) rei de França |  |  |  |  |  |  |  |  |  |  |  |  |  |  |  |  |  |  |  |  |
|                            |                            |                            |                            |                                                  |                                                  |                                                  |                                                  |                                                  |                                                  |                                           |                                           |                                           |                                           |                                           |                                           |                                                  |                                                  |                                                  |                                                  |                                                  |                                                  |                                       |                                       |            |            |                                  |                                  |                                  |                                  |                                  |                                  |                                  |                                  |                                                             |                                                             |                                                             |                                                             |                                                             |                                                             |                                   |                                   |                                   |                                   |                                         |                                         |                                                     |                                                     |                                                     |                                                     |                                                     |                                                     |                                                 |                                                 |                                                 |                                                 |  |  |  |  |  |  |  |  |  |  |  |  |  |  |  |  |  |  |  |  |
|                            |                            |                            |                            |                                                  |                                                  |                                                  |                                                  |                                                  |                                                  |                                           |                                           |                                           |                                           |                                           |                                           |                                                  |                                                  | Hug Capet (mort el 996) rei de França            | Hug Capet (mort el 996) rei de França            | Hug Capet (mort el 996) rei de França            | Hug Capet (mort el 996) rei de França            | Hug Capet (mort el 996) rei de França | Hug Capet (mort el 996) rei de França |            |            |                                  |                                  |                                  |                                  |                                  |                                  |                                  |                                  | Otó II (955 -983) emperador                                 | Otó II (955 -983) emperador                                 | Otó II (955 -983) emperador                                 | Otó II (955 -983) emperador                                 | Otó II (955 -983) emperador                                 | Otó II (955 -983) emperador                                 |                                   |                                   |                                   |                                   |                                         |                                         | Lotari (mort el 986) rei de França                  | Lotari (mort el 986) rei de França                  | Lotari (mort el 986) rei de França                  | Lotari (mort el 986) rei de França                  | Lotari (mort el 986) rei de França                  | Lotari (mort el 986) rei de França                  |                                                 |                                                 |                                                 |                                                 |  |  |  |  |  |  |  |  |  |  |  |  |  |  |  |  |  |  |  |  |
|                            |                            |                            |                            |                                                  |                                                  |                                                  |                                                  |                                                  |                                                  |                                           |                                           |                                           |                                           |                                           |                                           |                                                  |                                                  | Hug Capet (mort el 996) rei de França            | Hug Capet (mort el 996) rei de França            | Hug Capet (mort el 996) rei de França            | Hug Capet (mort el 996) rei de França            | Hug Capet (mort el 996) rei de França | Hug Capet (mort el 996) rei de França |            |            |                                  |                                  |                                  |                                  |                                  |                                  |                                  |                                  | Otó II (955 -983) emperador                                 | Otó II (955 -983) emperador                                 | Otó II (955 -983) emperador                                 | Otó II (955 -983) emperador                                 | Otó II (955 -983) emperador                                 | Otó II (955 -983) emperador                                 |                                   |                                   |                                   |                                   |                                         |                                         | Lotari (mort el 986) rei de França                  | Lotari (mort el 986) rei de França                  | Lotari (mort el 986) rei de França                  | Lotari (mort el 986) rei de França                  | Lotari (mort el 986) rei de França                  | Lotari (mort el 986) rei de França                  |                                                 |                                                 |                                                 |                                                 |  |  |  |  |  |  |  |  |  |  |  |  |  |  |  |  |  |  |  |  |
|                            |                            |                            |                            |                                                  |                                                  |                                                  |                                                  |                                                  |                                                  |                                           |                                           |                                           |                                           |                                           |                                           |                                                  |                                                  |                                                  |                                                  |                                                  |                                                  |                                       |                                       |            |            |                                  |                                  |                                  |                                  |                                  |                                  |                                  |                                  |                                                             |                                                             |                                                             |                                                             |                                                             |                                                             |                                   |                                   |                                   |                                   |                                         |                                         | Lluís V (mort el 987) rei de França                 |                                                     |                                                     |                                                     |                                                     |                                                     |                                                 |                                                 |                                                 |                                                 |  |  |  |  |  |  |  |  |  |  |  |  |  |  |  |  |  |  |  |  |

Hi ha moltes altres relacions de parentius entre les dinasties carolíngies i capetianes, algunes testificades, d'altres possibles. Es poden citar: 
- La dona de Carles Martell, Rotruda és potser una robertina, parenta de Robert I d'Hesbaye a un grau més o menys proper
- La dona de Pipí I el Breu, Bertrada de Laon, és de la família dels comtes de Laon, doncs probablement robertina, segons una hipòtesi ja enunciada anteriorment.
- El robertí Robert Porte-carquois, comte de Troyes, i nebot de Robert el Fort es va casar amb la carolíngia Gisela, filla del rei Lluís el Tartamut.
- Adelaida de Poitiers, l'esposa d'Hug Capet, era d'ascendència carolíngia.
- Constança d'Arle, esposa del capet Robert II de França era filla del comte Guillem I de Provença i d'Adelaida d'Anjou, que va estar casada amb el capet Lluís V de França.